# André Gaudin
Charles André Gaudin (1875 - ?) va ser un remer francès que va competir a cavall del segle xix i el segle xx. El 1900 va prendre part en els Jocs Olímpics de París, on guanyà una medalla de plata en la prova de scull individual, en ser superat per Hermann Barrelet.